# Топонимия Китая

Административное деление КНР

Топонимия Китая — совокупность географических названий, включающая наименования природных и культурных объектов на территории КНР. Структура и состав топонимии обусловлены такими факторами, как состав населения, специфика исторического развития и географическое положение.

## Название страны
Русское название страны «Китай» происходит от уйг. Kytai‎ — «Китай, китаец», которое, в свою очередь, происходит от тюрк. Qytan, а то — от кит. 契丹 — так называли протомонгольскую группу кочевых племён из Маньчжурии — киданей (китаев). В 907 году они захватили Северный Китай и основали в нём свою династию Ляо. Их место в XII—XIII веках заняли другие кочевники — чжурчжэни и монголы, однако этноним их предшественников закрепился как топоним Северного Китая. Посредством европейских путешественников, в частности, Марко Поло, это название в форме «Катай» («Cathay») попало в средневековую Западную Европу, частично вытеснив латинское «China». В других странах для именования Китая используются названия Хина, Чина, Кина, Чайна, образованные от названия Цинь — царства в Древнем Китае, которое, по китайским преданиям, существовало с древнейших времен до III в. до н. э.. В Японии, соприкоснувшейся с Китаем во время правления там династии Тан (VII—X века н. э.), Китай именовался Тан, в енисейско-орхонских тюркоязычных надписях VI—VIII веков — Табгач.
Сами китайцы называют свою страну Чжунго (кит. Zhōngguó) — «Срединное государство». Официальное название страны с 1949 года — Китайская Народная Республика, сокращённо — КНР (кит. трад. 中華人民共和國, упр. 中华人民共和国, пиньинь Zhōnghuá Rénmín Gònghéguó, палл. Чжунхуа Жэньминь Гунхэго).

## Особенности китайской топонимии
Китайская топонимия отличается рядом особенностей, обусловленных как экстралингвистическими, так и собственно лингвистическими факторами.
1. Китайский язык является одним из самых древних из ныне существующих языков и обладает самой древней письменностью из применяемых в настоящее время. Формообразование в нём представлено главным образом глагольными видовыми суффиксами, аффиксы немногочисленны, иногда факультативны, носят агглютинативный характер. Смысл выражения зависит от тональности произношения, ударения, порядка слов и т. д. Применительно к топонимии это, в частности, приводит к тому, что одни и те же слова в разных сочетаниях могут различаться по смыслу и, соответственно, обозначать различные объекты. Например, Наньшань означает «южные горы», а Шаньнань — «к югу от гор».
2. Иероглифическая письменность едина на территории всего Китая; при наличии диалектов китайского языка, существенно различающихся фонетически, это даёт возможность одинаково обозначать на письме топонимы, произносимые по-разному в разных местностях Китая. Помимо этого, иероглифическая письменность способствует сохранению в исторических документах древних топонимов, так как иероглиф очень редко изменяет форму. Поэтому китайские названия практически не испытывают трансформации на протяжении столетий.
3. В китайском языке много омографов — слов, записываемых одинаково, но произносимых по-разному. В русском языке эти различия в произношении не могут быть переданы.
4. В различных частях Китая имеются совпадающие топонимы, что требует дополнительного уточнения (привязки).
5. Многие китайские топонимы передаются на русскоязычных картах в традиционном написании и звучат иногда не так, как на месте. Многие китайские названия «пришли» в русский язык не напрямую, а через английский, португальский, монгольский и другие языки. Большинство названий передаётся в транскрипции Палладия. С февраля 1958 года в Китае решением V сессии Всекитайского собрания народных представителей официально введен фонетический алфавит пиньинь, созданный на основе латиницы. С января 1979 года решением Государственного совета КНР этот алфавит введен в Китае в качестве единой нормы при транскрибировании географических названий и личных имен в публикациях на иностранных языках, издающихся в Китае. Ранее решением III конференции ООН по стандартизации географических названий (август 1977) алфавит пиньинь принят и в качестве международной нормы при передаче географических названий и личных имен Китая[6].
6. Структура топонимов в китайском языке включает в себя идентификатор класса географического объекта. Идентификатор класса на китайском языке помещается в конце топонима. При этом названия озёр и гор могут записываться двояко: «X озеро»[7]/ «Озеро X» и «X гора»/«гора X».

## Формирование и состав топонимии
В составе топонимии КНР В. А. Жучкевич выделяет следующие пласты:
- собственно китайский
- тунгусо-маньчжурский
- монгольский
- тюркский
- тайландский
- тибетский[8].

Китайская топонимия является субстратной на территории от Шанхайгуаня на севере до бассейна реки Сицзян на юге и от Тихого океана на востоке до Ордоса и Красного бассейна на западе. На этой территории практически нет других топонимических пластов, кроме китайского. Типичными формантами китайской топонимии являются -ань (берег), -бэй (север), -вань (залив), -ган (холм), -гоу (канава, ров), -да (большой), -дао (остров), -дин (вершина), -коу (устье, проход, перевал), -ледао (риф, бар), -лин (горы), -лу(дорога), -мынь (дверь, дорога), -мяо (монастырь, храм), -ся (ущелье), -тань (мель, остров), -ту (земля, почва), -тунь (поселение), -фоу, фу (гора, холм), -фын (вершина), -хай (море), -хэ (река), -цзин (столица), -цзинь (брод), -цзянь (большая река, гавань), -цяо (мост), -юань, цюань (источник, ручей),-чжун (средний), -чи (озеро), -шан (верхний), -шань (гора), -юньхэ (канал), -нань (юг). Эти форманты входят в состав многих известных китайских топонимов: Бахайвань, Лайчжоувань, Циндао, Хуанхэ, Цзинин, Цяньцзинь, Нанкин, Лучжоу, Чжоукоу, Аньцю, Наньгун, Саньхэ, Аньцин, Юйшань, Хубэй, Дунбэй, Хэнань. Из-за однообразия используемых формантов в Китае имеется большое количество повторяющихся названий, при этом названия небольших сёл и речек могут повторяться сотнями, что создает проблемы при составлении карт.
Наиболее распространёнными моделями образования топонимов в китайском языке являются следующие:
- прилагательное + существительное: Бэйцзин — «северная столица», Наньшань — «южные горы», Чанцзян — «длинная река»;
- существительное + существительное: Анькан — «спокойствие + здоровье», Цзяньдэ — «здоровье + добродетель», Шаньдун — «к востоку от гор» (букв. «гора+восток»);
- числительное + существительное: Сычуань — «четыре [области] Чуань[ся]», Саньшуй — «три реки, трёхречье», Шичжань — «десятая станция».

Кроме того, есть менее употребительные модели:
- существительное + сочетание числительного с существительным: Уюньшань — «гора пяти облаков», Саньшилипу — «городок длиною в тридцать ли»;
- глагол + существительное: Айхой — «любить славу», Цзяли — «прибавить силы», Фыньцзе — «определить границу»;
- глагол + глагол: Кайфын — «открывать и закрывать», Дайцзи — «нести и собирать»;
- прилагательное + прилагaтeльное: Ифын — «радостный + прекрасный», Лаосинь — «старый + новый», Иян — «чёрный + светлый»;
- существительное + прилагательное: Люйда — «бригада + большая»;
- прилагательное + существительное + глагол: Синьхайлянь — «новый + море + соединять»[9].

В Северо-Восточном Китае (Дунбэе) наряду с китайской, распространена тунгусо-маньчжурская, а также монгольская топонимия. Среди тунгусо-маньчжурских топонимов — Хинган, Нонни, Сунгари, Мукден, Харбин, Сахалян, Нэмэр, Хайлар и др. Многие тунгусо-маньчжурские топонимы закрепились в изначальном виде, некоторые подверглись китаизации. Как правило, китайские названия носят небольшие речки и поселения в Дунбэе, в то время как крупные города и реки сохраняют либо маньчжурские названия, либо их частичное влияние. Иногда к маньчжурской основе добавляются китайские форманты -хэ, -цзянь, -шань: Нминьхэ, Кэиньхэ, Макайлихэ, Кэлохэ и т. д. К западу от Большого Хингана маньчжурский пласт сменяется монгольским.
Монгольский топонимический пласт простирается во Внутренней Монголии (примерно до восточных склонов Большого Хингана). Кроме того, монголоязычные топонимы широко распространены в провинциях Ганьсу, Гирин, Ляонин, Хэйлунцзян, Динхай, в Нинся-Хуэйском и Синьцзян-Уйгурском автономных районах, встречаются и в Тибете. Они состоят из одного, двух или трех слов: Джурх, Чог, Чондж, Баян-Хара, Аман-Ус, Ганджур-Сумэ, Гурбан-Обо, Баян-Нур-Сумэ, Шилин-Цаган-Обо, Шара-Мурэн-Сумэ, Шулун-Хобот-Цаган. Многие горы и реки здесь имеют одновременно и монгольские, и китайские наименования.
В Синьцзяне распространены тюркские и иранские топонимы. Это обусловлено тем, что Западный Синьцзян вошёл в состав КНР сравнительно недавно и в нём сохранилась исторически сложившаяся топонимия. При этом, если иранские названия встречаются лишь на западе региона (Янгигисар, Хотан, Куча), то тюркские распространены повсеместно. В ареал тюркской топонимии входит вся китайская часть Тянь-Шаня, Кашгария и пограничные с Таджикистаном горные территории. Восточная граница тюркской топонимии проходит по востоку Джунгарии до Хамийского оазиса и Лобнора и далее по северным склонам Кульлуня до Памира. На севере этот ареал граничит с областью монгольской топонимии, а на юге — с тибетской. Китайские топонимы здесь расположены либо отдельными очагами, либо употребляются параллельно с иноязычными, например:Чугучак, он же Тачэн (кит. упр. 塔城, пиньинь Tǎchéng), уезд Яркенд, он же уезд Шачэ (кит. упр. 莎车县, пиньинь Shāchē xiàn), уезд Пичан, он же уезд Шаньшань (кит. упр. 鄯善县, пиньинь Shànshàn Xiàn) и т. д.. Формирование тюркской топонимии Синьцзяна шло под влиянием киргизского и казахского языков, но наибольшее влияние на неё оказал уйгурский язык, — все они относятся к тюркским. Местами в Синьцзяне встречаются очаги монголоязычных топонимов:Джигдабулак, Карамурен и т. д. По оценке Э. М. Мурзаева, в Синьцзяне есть также следы арабской топонимии (Керия, Фейзабад, Махалля и т. д.).
Тибет входит в ареал тибетской топонимии, границы которого проходят примерно по Куньлуню, на юге простираются до Гималаев, на юго-востоке уходят в Мьянму, на востоке частично захватывают провинции Сычуань и Цинхай, где проходит переходная зона тибетской и китайской топонимии. Как отмечал А. В. Маракуев, «тибетские топонимы строятся по весьма разнообразным типам, но характерной составной частью в каждом из них является номенклатурный термин, который может стоять и в конце. и в начале названия, но весьма редко опускается». Среди наиболее распространенных тибетских формантов:-ган (нагорье), -ганри (снежные горы), -рон, -ронг, -лонг (долина), -танг (степь), -наг (лес), -цанг-по (река), -цо (озеро), -дзонг (город), -юл (страна) и др. Известные тибетские топонимы: Тонгла, Ланчунг, Кенчунг, Чанченню, Конгмо, Чанлунг, Донгла, Чанг-Чемпо, Дьянцо, Ньянцо, Цангпо, Шинджанг, Чуматанг, Гордзонг и т. д. В Тибете имеется ряд коммеморативных топонимов, сохраняющих память о русских путешественниках и учёных — например, хребет Пржевальского.
На юге Китая, в пограничных с Таиландом и Вьетнамом районах имеются топонимы тайского и вьетнамского происхождения.

## Топонимическая политика
Вопросами топонимической политики в Китае занимается созданный в 1977 году Департамент по административным вопросам и географическим названиям Министерства гражданской администрации.